# Lijst van wachtposten aan de spoorlijn Apeldoorn - Zwolle
Dit is een onvolledige numeriek oplopende Lijst van wachtposten aan de Spoorlijn Apeldoorn - Zwolle. Een wachtpost was een huisje waarin de baanwachter woonde. Hij of zij opende en sloot de overwegbomen wanneer er een trein passeerde.
Alle huisjes werden omstreeks 1887-1889 naar een standaardontwerp door de KNLS gebouwd.
Rond 1950 werden veel huisjes gesloopt omdat ze hun oude functie verloren.
Wanneer er achter de straatnaam een asterisk staat, wil dat zeggen dat de overgang niet meer bestaat. Bij een aantal huisjes staat de straatnaam aangegeven, die in de buurt van de oude overweg ligt.
| Wachtpost | Straat                         | Plaats            | Bouwjaar | Sloopjaar                           | Extra informatie                                                                     | Coördinaten                   | Afbeelding |
| --------- | ------------------------------ | ----------------- | -------- | ----------------------------------- | ------------------------------------------------------------------------------------ | ----------------------------- | ---------- |
| 1         | Prinses Beatrixlaan            | Apeldoorn         | 1887     | Onbekend                            |                                                                                      | 52° 12' 25" NB, 5° 57' 1" OL  |            |
| 1a        | Asselsestraat 184              | Apeldoorn         | 1887     | Nog aanwezig                        |                                                                                      | 52° 12' 39" NB, 5° 56' 56" OL |            |
| 1b        | Soerenseweg 62                 | Apeldoorn         | 1887     | Nog aanwezig, gemeentelijk monument |                                                                                      | 52° 13' 14" NB, 5° 56' 47" OL |            |
| 2         | Zwolseweg                      | Apeldoorn         | 1887     | Nog aanwezig                        |                                                                                      | 52° 13' 60" NB, 5° 57' 28" OL |            |
| 4         | Laan van Fasna*                | Vaassen           | 1887     | Onbekend                            |                                                                                      | 52° 17' 24" NB, 5° 58' 29" OL |            |
| 5         | Stationsweg                    | Emst              | 1887     | Onbekend                            |                                                                                      | 52° 18' 48" NB, 5° 59' 15" OL |            |
| 7         | Zuukerenkweg                   | Epe               | 1887     | Nog aanwezig                        |                                                                                      | 52° 20' 9" NB, 5° 59' 26" OL  |            |
| 8         | Heerderweg                     | Epe               | 1887     | Nog aanwezig                        | De overgang lag aan de Heerderweg. Het huidig adres van de wachtpost is Spoorlaan 1. | 52° 21' 14" NB, 5° 59' 18" OL |            |
| 9         | Bijsterbosweg                  | Epe               | 1887     | Onbekend                            |                                                                                      | 52° 22' 11" NB, 6° 0' 6" OL   |            |
| 10        | Engweg                         | Heerde            | 1887     | Onbekend                            |                                                                                      | 52° 22' 48" NB, 6° 1' 20" OL  |            |
| 10a       | Elburgerweg                    | Heerde            | 1887     | Onbekend                            |                                                                                      | 52° 23' 11" NB, 6° 2' 1" OL   |            |
| 12        | Zwolseweg                      | Heerde            | 1887     | Onbekend                            |                                                                                      | 52° 23' 11" NB, 6° 2' 1" OL   |            |
| 15        | Ingenieur R.R. van der Zeelaan | Heerde-Berghuizen | 1887     | Onbekend                            | Bij Stopplaats Berghuizen                                                            |                               |            |
| 16        | Nieuweweg                      | Hattem            | 1887     | Onbekend                            | Bij Station Hattem                                                                   | 52° 28' 12" NB, 6° 4' 11" OL  |            |
| 17        | Eijerdijk                      | Hattem            | 1887     | Onbekend                            |                                                                                      | 52° 28' 22" NB, 6° 3' 46" OL  |            |